# Dominik Skauradszun
Dominik Skauradszun (* 16. August 1981 in Paderborn) ist deutscher Jurist, Rechtswissenschaftler und Richter.

## Leben
Skauradszun studierte von 2002 bis 2007 Rechtswissenschaft und Musikwissenschaft an der Eberhard-Karls-Universität Tübingen sowie Steuerrecht (LL.M.) an der Universität des Saarlandes und der Technischen Universität Kaiserslautern. Seine Promotion war 2009 mit der Arbeit Das Urheberrecht in der Zwangsvollstreckung. In der Zeit von 2007 bis 2009 war Skauradszun wissenschaftlicher Assistent und Mitarbeiter am Lehrstuhl für Bürgerliches Recht, Zivilprozessrecht, Internationales Zivil- und Verfahrensrecht an der Eberhard-Karls-Universität Tübingen. Seit 2012 ist er Lehrbeauftragter für Gesellschaftsrecht und Konzernrecht sowie Internationales Insolvenzrecht an der Dualen Hochschule Baden-Württemberg, seit 2014 am Center of Advanced Studies (CAS) in Heilbronn.
2012 wurde Skauradszun zum Richter im höheren Justizdienst des Landes Baden-Württemberg ernannt und war in der Folge als Zivil- und Strafrichter in erster und zweiter Instanz tätig. 2014 erfolgte die Berufung auf die Professur für Bürgerliches Recht, Zivilverfahrensrecht und Wirtschaftsrecht, insbesondere Unternehmensrecht an der Hochschule Fulda. Zwischen 2017 und 2023 war er Prodekan des Fachbereichs Wirtschaft; 2020 wurde er für eine zweite Amtszeit wiedergewählt. Seit 2015 leitet er das Fuldaer Kolloquium zum Unternehmensrecht. Den Ruf 2015 auf die Professur für Wirtschaftsrecht, insbesondere Arbeits- und Insolvenzrecht an der Fakultät Wirtschaft und Recht der Hochschule Nürtingen-Geislingen lehnte er ab. Die Fakultät für Rechtswissenschaft der Universität Bielefeld habilitierte ihn 2020 mit der Schrift „Der Beschluss als Rechtsgeschäft“. Er wurde 2020 zum Visiting Professor und 2024 zum Honorarprofessor der Law School der Nottingham Trent University ernannt und gab Gastseminare an der Law School der Dublin Business School und an der State University of New York in Cortland (USA). 2022 ernannte der Justizminister des Hessischen Ministeriums der Justiz Skauradszun mit Wirkung zum 1. Januar 2023 auf Lebenszeit zum Richter am Oberlandesgericht. Das Präsidium des Oberlandesgerichts Frankfurt a. M. wies Skauradszun dem 4. Zivilsenat zu, der als spezialisierter Senat über insolvenzrechtliche Streitigkeiten sowie Anfechtungssachen nach dem Anfechtungsgesetz entscheidet. Seit 2025 ist er zugleich Mitglied des 2. Commercial Courts.

## Forschung und Veröffentlichungen
Seine Forschungen umfassen
- das Beschlusswesen in privatrechtlichen Kollektivorganen[6]
- das Zivilverfahrensrecht, insbesondere Verbandsklagen nach dem VDuG[7] und Zwangsvollstreckungen in besondere Vermögensrechte (§ 857 ZPO)[8]
- deutsches Insolvenzrecht, insbesondere das Recht der Insolvenzanfechtung (§§ 129 ff. InsO), des Insolvenzplans (§§ 217 ff. InsO) und der Eigenverwaltung (§§ 270 ff. InsO)
- europäisches und deutsches Restrukturierungsrecht (Richtlinie über Restrukturierung und Insolvenz; StaRUG)
- deutsches und europäisches Sonderinsolvenzrecht für Institute (§§ 46 ff. KWG; §§ 43 ff. KMAG; SRM-VO, BRRD; MiCAR)
- Wohnungseigentumsrecht

Skauradszun bearbeitet wissenschaftliche Großkommentierungen im Prütting/Bork/Jacoby (dort Teile der Europäischen Insolvenzverordnung), im Beck/Samm/Kokemoor (dort im Bereich deutsches Sonderinsolvenzrecht für Institute), im Beck-Online Großkommentar zum Zivilrecht und Zivilverfahrensrecht (dort Teile des Wohnungseigentumsgesetzes und Teile der Zivilprozessordnung), im Soergel ab der 13. Auflage (Teile des Wohnungseigentumsgesetzes), Münchener Kommentar zum Bürgerlichen Gesetzbuch (Teile des Wohnungseigentumsgesetzes) sowie Münchener Kommentar zum StaRUG (Teile des Unternehmensstabilisierungs- und -restrukturierungsgesetzes). Ferner kommentiert er sämtliche Durchführungsvorschriften zur Europäischen Insolvenzverordnung im Beck-Online Kommentar zum Insolvenzrecht sowie in englischer Sprache Teile der Europäischen Insolvenzverordnung im Brinkmann. Er ist Mitherausgeber des Kommentars zum Unternehmensstabilisierungs- und -restrukturierungsgesetz Skauradszun/Fridgen, Mitherausgeber des Handbuchs zur WEG-Reform von Skauradszun/Elzer/Hinz/Riecke,  Mitherausgeber der Schriften zum Unternehmensrecht mitsamt seinen ökonomischen Bezügen (ISSN 2364-2181), Mitherausgeber des Kommentars zum Kryptomärkteaufsichtsgesetz Skauradszun/Linardatos und alleiniger Herausgeber eines Kommentars zum Verbraucherrechtsdurchsetzungsgesetz (VDuG).
In der Rechtsprechung des Bundesgerichtshofs nehmen vorwiegend der II. Zivilsenat (Gesellschaftsrecht), V. Zivilsenat (WEG) und IX. Zivilsenat (Insolvenzrecht) auf die Schriften von Skauradszun Bezug. Skauradszun tritt auch als Sachverständiger vor ausländischen Gerichten auf, etwa dem High Court of Justice in England.
Skauradszun ist seit deren Gründung 2011 Beirat der Zeitschrift Jura Studium & Examen (JSE), seit 2016 Redaktionsbeirat der Zeitschrift für Miet- und Raumrecht (ZMR), seit 2019 Herausgeberbeirat der Zeitschrift für Restrukturierung und Insolvenz (ZRI) und seit 2024 Herausgeberbeirat der Zeitschrift für Insolvenzrecht (KTS).